# Parmena mutilloides
Parmena mutilloides är en skalbaggsart som beskrevs av Andrea Sabbadini och Carlo Pesarini 1992. Parmena mutilloides ingår i släktet Parmena och familjen långhorningar. Inga underarter finns listade i Catalogue of Life.